# 島吉利
島 吉利（しま よしとし）は、戦国時代から江戸時代初期にかけての武将。能島村上水軍の家臣。通称は越前守。村上吉利とも。南北朝時代の武将・村上義弘の子孫で、父は島吉放（村上吉放）。子に島吉知、島吉氏、島吉方、島吉繁。

## 生涯
伊予国の能島を本拠とする瀬戸内海の水軍衆である能島村上氏（能島村上水軍）の一族で、河野氏に仕えた島吉放の子として誕生。
初めは河野氏に仕え、後に村上武吉にも仕えるになった。以後、武吉の重臣として、瀬戸内で活躍。天文24年（1555年）の厳島の戦いでも軍功があったという。
永禄10年（1567年）に中国地方の毛利氏の意を受けて、能島村上氏は讃岐国の香西氏の拠点であった備前国・本太城を攻め、吉利も敵将・香西又五郎を討つなどして、これを攻略した。ところが翌永禄11年（1568年）に畿内の三好氏の後援を受けた香西氏の反撃が始まり苦境に立たされると、豊後国の大友氏家臣の田原親賢と懇意であった吉利が大友氏へ和睦仲介要請の使者となり、香西氏との和睦を成立させた。この功により吉利は本太城主に任命されている。しかしその後、能島村上氏は大友氏との関係を深め反毛利の姿勢を示すようになり、そのため毛利家臣・小早川隆景によって侵攻を受け本太城は落城した。
元亀年間、村上武吉の使者として豊後国の大友氏のもとに出向いて能島村上氏と大友氏の盟約を固めるために豊後国に長期滞在した際に大友氏との深い関係を築いており、大友義鎮（大友宗麟）からは給地を与えられ、大友氏重臣の田原親賢から偏諱を受けて一時「賢久」と名乗る。
その後、能島村上氏は小早川氏に帰属し、吉利も文禄の役に参戦した。
晩年は村上武吉らと共に周防国屋代島（周防大島）に移住し、慶長7年（1602年）に同地にて死去した。